# Gimnastyka na Letnich Igrzyskach Olimpijskich 1996
Wyniki zawodów gimnastycznych, które odbyły się podczas Letnich Igrzysk Olimpijskich 1996 w Atlancie. 

## Medaliści

### Gimnastyka sportowa

#### Mężczyźni
| Konkurencja            |                    |                                  |                                        |
| ---------------------- | ------------------ | -------------------------------- | -------------------------------------- |
| Wielobój indywidualnie | Li Xiaoshuang      | Aleksiej Niemow                  | Wital Szczerba                         |
| Wielobój drużynowo     | Rosja              | Chiny                            | Ukraina                                |
| Ćwiczenia wolne        | Joanis Melisanidis | Li Xiaoshuang                    | Aleksiej Niemow                        |
| Skok                   | Aleksiej Niemow    | Yeo Hong-cheol                   | Wital Szczerba                         |
| Poręcz                 | Rustam Szaripow    | Jair Lynch                       | Wital Szczerba                         |
| Drążek                 | Andreas Wecker     | Krasimir Dunew                   | Aleksiej Niemow Wital Szczerba Fan Bin |
| Kółka                  | Jury Chechi        | Szilveszter Csollány Dan Burincă |                                        |
| Koń z łękami           | Donghua Li         | Marius Urzică                    | Aleksiej Niemow                        |

#### Kobiety
| Konkurencja            |                    |                     |                                  |
| ---------------------- | ------------------ | ------------------- | -------------------------------- |
| Wielobój indywidualnie | Lilija Podkopajewa | Gina Gogean         | Simona Amănar Lavinia Miloşovici |
| Wielobój drużynowo     | Stany Zjednoczone  | Rosja               | Rumunia                          |
| Ćwiczenia wolne        | Lilija Podkopajewa | Simona Amănar       | Dominique Dawes                  |
| Skok                   | Simona Amănar      | Mo Huilan           | Gina Gogean                      |
| Poręcz                 | Swietłana Chorkina | Bi Wenjing Amy Chow | -                                |
| Równoważnia            | Shannon Miller     | Lilija Podkopajewa  | Gina Gogean                      |

### Gimnastyka artystyczna

#### Kobiety
| Konkurencja            |                       |                 |                   |
| ---------------------- | --------------------- | --------------- | ----------------- |
| Wielobój indywidualnie | Kateryna Serebriańska | Jana Batyrszina | Ołena Witriczenko |
| Wielobój drużynowo     | Hiszpania             | Bułgaria        | Rosja             |

## Klasyfikacja medalowa
| Klasyfikacja medalowa | Klasyfikacja medalowa | Klasyfikacja medalowa | Klasyfikacja medalowa | Klasyfikacja medalowa | Klasyfikacja medalowa |
| --------------------- | --------------------- | --------------------- | --------------------- | --------------------- | --------------------- |
| Miejsce               | Reprezentacja         | Złoto                 | Srebro                | Brąz                  | Razem                 |
| 1.                    | Ukraina               | 4                     | 1                     | 2                     | 7                     |
| 2.                    | Rosja                 | 3                     | 3                     | 4                     | 10                    |
| 3.                    | Stany Zjednoczone     | 2                     | 2                     | 1                     | 5                     |
| 4.                    | Rumunia               | 1                     | 4                     | 5                     | 10                    |
| 5.                    | Chiny                 | 1                     | 4                     | 1                     | 6                     |
| 6.                    | Grecja                | 1                     | 0                     | 0                     | 1                     |
| 6.                    | Włochy                | 1                     | 0                     | 0                     | 1                     |
| 6.                    | Niemcy                | 1                     | 0                     | 0                     | 1                     |
| 6.                    | Szwajcaria            | 1                     | 0                     | 0                     | 1                     |
| 6.                    | Hiszpania             | 1                     | 0                     | 0                     | 1                     |
| 7.                    | Bułgaria              | 0                     | 2                     | 0                     | 2                     |
| 8.                    | Korea Południowa      | 0                     | 1                     | 0                     | 1                     |
| 8.                    | Węgry                 | 0                     | 1                     | 0                     | 1                     |
| 9.                    | Białoruś              | 0                     | 0                     | 4                     | 4                     |